# Cd-brander

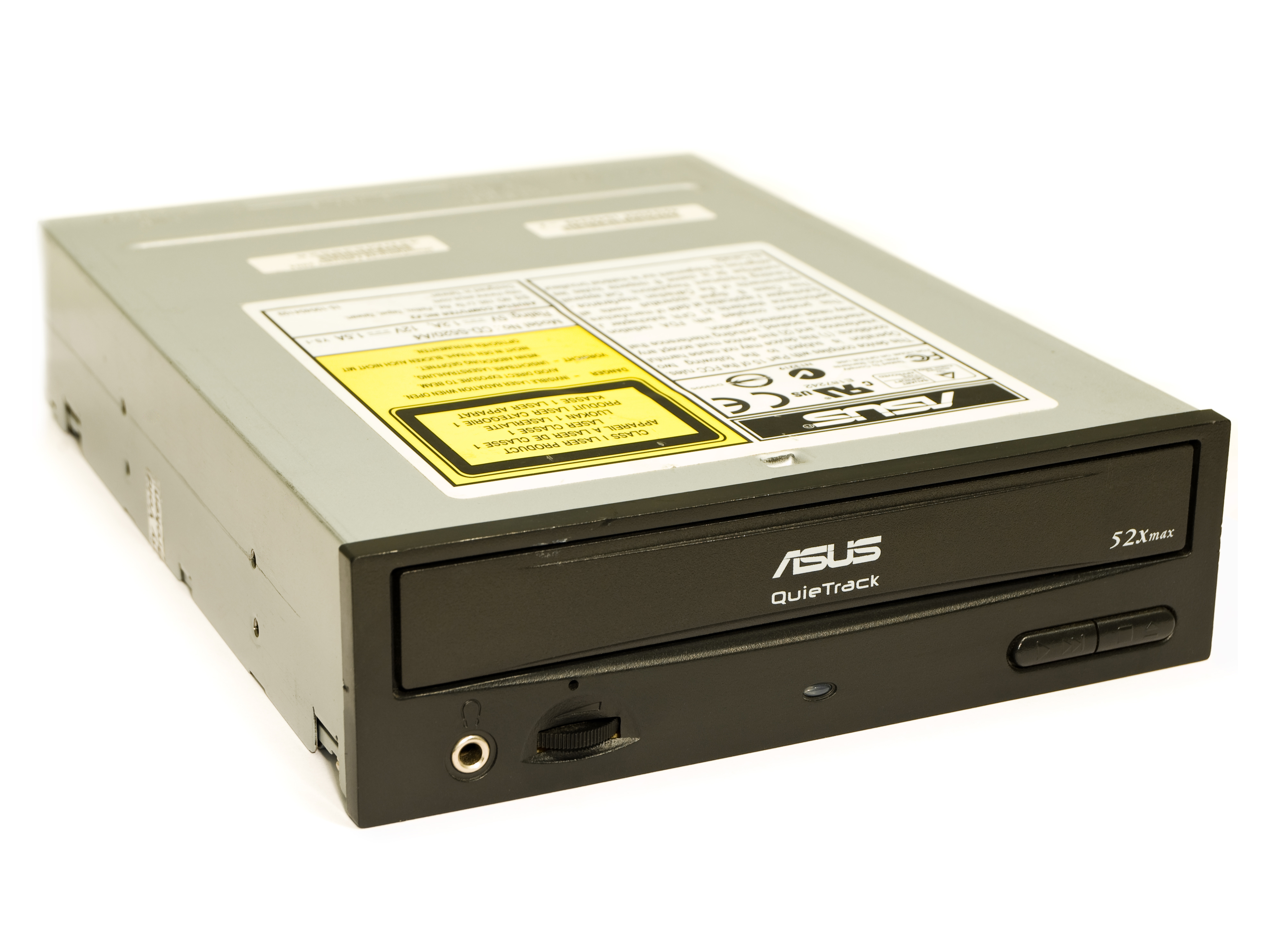
Cd-brander

Een cd-brander is een optische schijfeenheid waarmee informatie op een compact disc (cd) gebrand kan worden. Tevens kunnen er cd's mee gelezen worden.

## Werking
Een cd-brander kan informatie schrijven naar een cd-r (eenmalig beschrijfbaar) of een cd-rw (meerdere malen beschrijfbaar) door middel van een laserdiode. De gebruikte laser voor het lezen van een schijf is meestal niet sterker dan 5 mW, een schrijflaser beschikt over meer vermogen. Een cd-brander brandt gegevens op een lege cd door het verhitten van delen van een organische laag, hierdoor ontstaan zeer kleine 'putjes'.
Een cd-brander wordt op de pc aangesloten en kwam op de markt als een intern of extern apparaat. Interne cd-branders passen in een 5,25 inchsleuf en worden aangesloten met een PATA- of SATA-aansluiting, externe apparaten beschikken over een USB- of FireWire-stekker. Er zijn uitvoeringen met een cd-lade (tray-loading) of een sleufsysteem (slot-loading).

## Brandsnelheden
Cd-branders zijn vaak gemarkeerd met een maximale brandsnelheid, zoals 20x of 40x, die gelden voor een eenmalige brandactie. 40x staat hierbij voor een brandsnelheid van 6.000 kB/s. Soms staan er meerdere getallen geschreven die maximale waarden aangeven, zoals 40×/16×/48×, waarbij de eerste aanduiding staat voor eenmalig schrijven, de tweede voor herschrijven, en de derde staat voor lezen.
Eind jaren 1990 konden cd-branders steeds sneller gegevens branden op een cd. Door diverse redenen waren bepaalde systemen niet in staat voldoende gegevens op tijd aan te leveren aan de cd-brander, die afhankelijk was van een constante gegevensstroom. Hierdoor ontstaat een bufferleegloop (buffer underrun) waarbij de cd-brander het brandproces tijdelijk moest onderbreken. Op de cd ontstond een afgebroken spoor dat deze schijf meestal onbruikbaar maakte.

## Gebruik
Cd-branders worden voornamelijk gebruikt voor bestanden, muziek of informatie. Het resultaat kan zowel een audio-cd als een cd-rom zijn. Sommige cd-branders ondersteunen de optische schrijftechniek LightScribe, waarmee een opdruk kan worden gebrand op een speciaal gecoate cd.

## Opvolger
De cd-brander is opgevolgd door de dvd-brander, die ook cd's kan branden.